# Sport im antiken Griechenland
Der Artikel Sport im antiken Griechenland befasst sich mit der Geschichte des Sports im antiken Griechenland (1600 v. Chr. bis etwa 600 n. Chr.). Der Begriff Sport wird in diesem Artikel im Sinne des modernen Sprachgebrauchs benutzt, auch wenn diese Terminologie zu früherer Zeit nicht verwendet wurde. Eine wichtige Rolle im antiken griechischen Sport spielten organisierte Wettkämpfe, die gleichzeitig öffentliche Festveranstaltungen waren, die sogenannten Agone.

## Kretisch-mykenisches Zeitalter (1600 bis 1200 v. Chr.)
Erst wenn sich Sport als gesellschaftliches Phänomen äußert, kann er zum Gegenstand der Geschichtswissenschaften werden. Sport als gesellschaftliches Phänomen tritt in Europa erstmals um 1600 v. Chr. auf, als sich im östlichen Mittelmeerraum eine Hochkultur entwickelt, deren Zentrum die Stadt Mykene im heutigen Griechenland bildete. Trotz der dürftigen Quellenlage, die sich auf archäologische Funde begrenzt, ist es möglich, einen relativ genauen Eindruck von den gesellschaftlichen Verhältnissen und dem Sport dieser Zeit zu bekommen. Ging man früher davon aus, dass die Griechen mykenischer Zeit das erste Volk waren, das sportliche Wettkämpfe austrug, beweisen archäologische Funde, dass die Sporttradition der alten Ägypter bereits auf das 3. Jahrtausend v. Chr. zurückgeht.
Sport in der mykenischen Kultur war ausschließlich der aristokratischen Gesellschaftsschicht vorbehalten. Das innerhalb des mykenischen Adels herrschende ausgeprägte Konkurrenzverhalten manifestierte sich unter anderem in verschiedenen sportlichen Wettkämpfen. Diese Wettkämpfe fanden vor allem zu festlichen Ereignissen wie beispielsweise Begräbnissen oder Hochzeiten statt. Doch gibt es Hinweise, dass einige Wettkämpfe lediglich dem Zeitvertreib dienten. Den Teilnehmern dieser Wettkämpfe ging es in erster Linie um Ruhm und Ehre, die ein erfolgreich abgeschlossener Wettkampf mit sich brachten. Unabhängig von den verschiedenen Wettkämpfen genoss körperliche Leistung und physische Überlegenheit aufgrund der zahlreichen militärischen Konflikte einen sehr hohen Stellenwert, denn eine der Voraussetzungen für den militärischen Erfolg war eine gekonnte Handhabung der verschiedenen Waffen. Sport hatte dementsprechend eine sehr enge Bindung an militärische Bedürfnisse, was dazu führte, dass Frauen hiervon ausgeschlossen wurden.

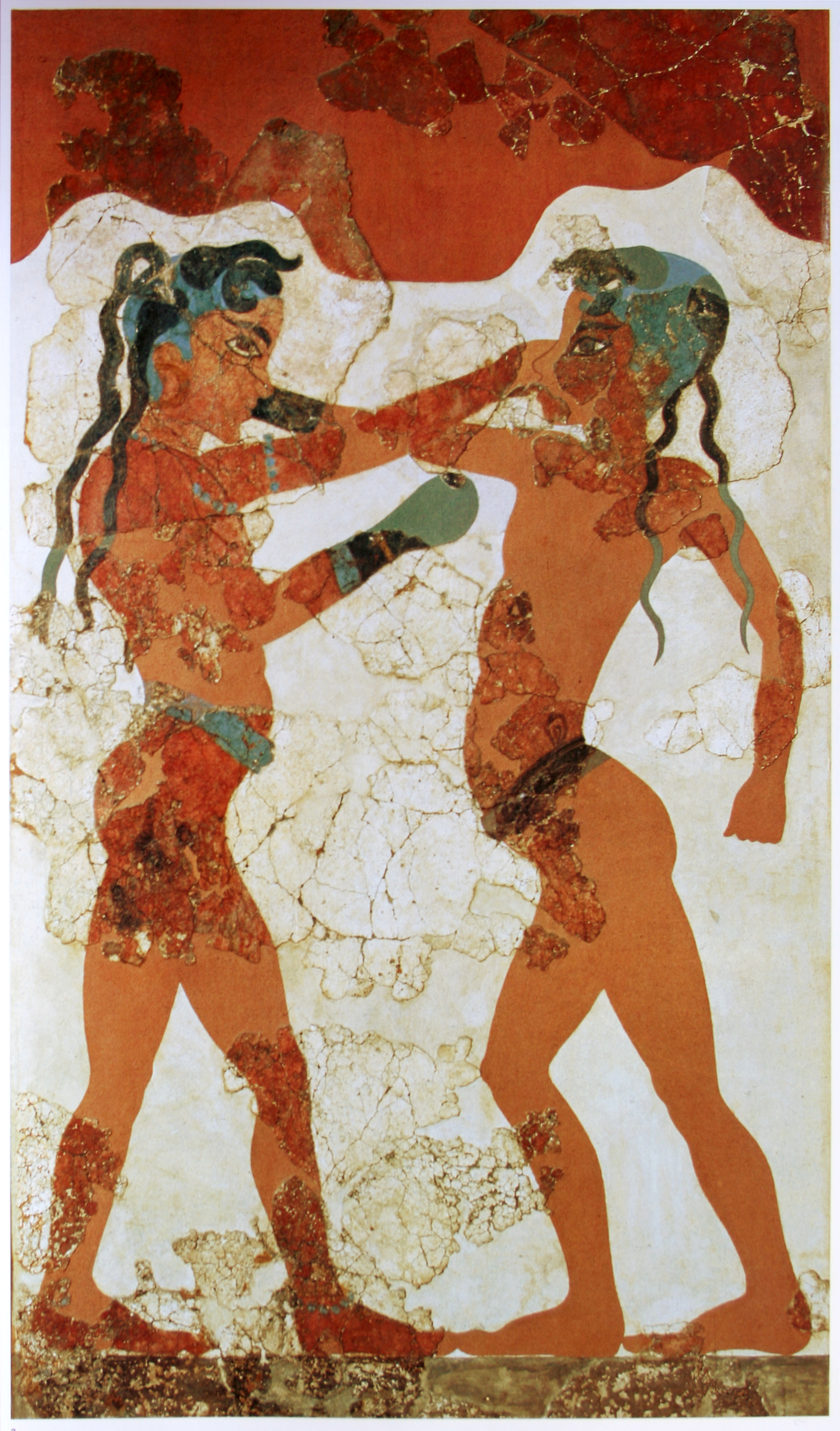
Athleten beim Faustkampf (1500 v. Chr.)

Überlieferte Wettkampfarten dieser Zeit sind verschiedene Wettläufe und Wagenrennen, Bogenschießen, Faust- und Ringkämpfe sowie Zweikämpfe mit Waffen. Zudem existieren zahlreiche Darstellungen akrobatischer Akte auf Stieren. Durch den zunehmenden Einfluss Kretas auf die mykenische Kultur gewann ab dem 16. Jahrhundert v. Chr. auch der Tanz an Bedeutung, der die wichtigste Erscheinung der kretischen Leibeskultur bildete.
Aufgrund von archäologischen Funden in Olympia wird davon ausgegangen, dass bereits zu dieser Zeit sportliche Wettkämpfe dort durchgeführt wurden. Die Ursprünge der Olympischen Spiele der Antike reichen also bis in die mykenische Zeit zurück. Da Olympia eine Kultstätte war, wurden sportliche Wettkämpfe dort als rituelle Handlungen durchgeführt, um verschiedene Götter oder Heroen zu ehren. Diese Wettkämpfe waren damals zwar lediglich eine Randerscheinung im Kultgeschehen Olympias, dennoch wird der hohe Stellenwert der körperlichen Leistung durch diese Verbindung von Sport und Kult deutlich.

## Archaisches Zeitalter (800 bis 500 v. Chr.)
Für die vier Jahrhunderte zwischen dem Niedergang der mykenischen und dem Beginn der archaischen Epoche lassen sich nur sehr wenige Quellen und archäologische Funde ausfindig machen. Diese sogenannten Dunklen Jahrhunderte gehen laut Julius Bohus (1986) einher mit einem allgemeinen kulturellen Niedergang der frühgriechischen Kultur zu dieser Zeit. Erst ab dem 8. Jahrhundert v. Chr. bessert sich die Quellenlage deutlich. Vor allem die homerischen Epen Ilias und Odyssee sind von fundamentaler Bedeutung für die Weiterentwicklung und Vereinheitlichung der griechischen antiken Gesellschaft und bilden die wichtigsten literarischen Quellen für die archaische Zeit und deren Sportgeschichte.

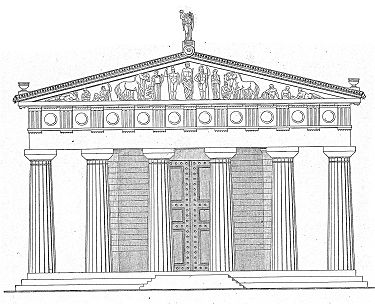
Abbildung des Zeustempels in Olympia

Die archaische Gesellschaft entwickelte sich als Ergebnis der Einwanderung von Dorern und Nordwestgriechen in das Gebiet des heutigen Griechenlands. Mit dem Ende dieser gewichtigen Bevölkerungsverschiebungen um 800 v. Chr. lässt sich beobachten, dass sich dank gemeinsamer Sprache, Schrift und Religion eine gemeinsame kulturelle Einheit in der Region bildete, die trotz politischer Aufspaltungen von einem gemeinsamen adligen Herrschaftssystem geprägt war. Wie bereits in mykenischer Zeit war der Sport an den Adel gebunden, zumeist Männern vorbehalten und genoss einen hohen Stellenwert. Zudem gab es erstmals eine spezielle Bezeichnung für die Wettkämpfer, die athletaí (von griech. athleuein = „um einen Preis kämpfen“) genannt wurden. Auch im archaischen Zeitalter wurden Wettkämpfe hauptsächlich zu Festen veranstaltet, allerdings gewannen zu dieser Zeit vor allem die kultischen Feste und deren Wettkämpfe immens an Bedeutung, ebenso wie die sportlichen Wettkämpfe innerhalb dieser religiösen kultischen Feste. In dieser Zeit entstanden mit den Panhellenischen Spielen die wichtigsten heiligen Wettkämpfe der Griechen: die Olympien in Olympia, die Pythien in Delphi, die Isthmien bei Korinth und die Nemeen bei Nemea. Jede dieser Veranstaltungen diente der Ehrung eines bestimmten Gottes. Während die Olympien und Nemeen Zeus gewidmet waren, wurde bei den Pythien Apollon und bei den Isthmien Poseidon geehrt. Durch den religiösen Charakter der Spiele wurden die Athleten im Siegesfall göttergleich verehrt, da der Sieg als göttliches Geschenk verstanden wurde. Im weiteren Verlauf erfuhren vor allem die Olympien einen Aufstieg und wurden zu den größten und bedeutsamsten Spielen. Es wurde während der Durchführung der Olympien gar zwischen sich bekriegenden Städten ein sogenannter Gottesfriede ausgerufen, der eine Waffenruhe für die Dauer der Durchführung der Spiele garantierte. Das früheste nachweisbare Stadion wurde bei Ausgrabungen in Olympia entdeckt, wo um 700 v. Chr. das olympische Gelände um eine mehrspurige Laufbahn erweitert wurde.
Die ersten schriftlichen Aufzeichnungen zu sportlichen Wettkämpfen stammen von Hippias von Elis aus dem 5. Jahrhundert v. Chr. Hippias spricht von der Veranstaltung der ersten offiziellen olympischen Spiele im Jahre 776 v. Chr. Seine Aufzeichnungen sind allerdings mit Vorsicht zu genießen, da bereits in der Antike die Richtigkeit dieser Angaben angezweifelt wurde. Hippias verfasste seine Chronik der Spiele von Olympia im Auftrag der Eleer (Bewohner der Stadt Elis und die damaligen Ausrichter der Spiele). Seine Schrift sollte den Anspruch der Eleer auf die Leitung und Organisation der Spiele beweisen, da sie diese schon seit Beginn der Olympiaden organisiert hätten. Infolgedessen wurden vor allem seine Aufzeichnungen über die ersten Spiele oftmals als Fälschungen bezeichnet.
Laut den Schriften von Hippias wurden ab 776 v. Chr. alle vier Jahre Olympien durchgeführt. Während der ersten vierzehn Olympischen Spiele kam der Stadionlauf als einzige Disziplin zur Austragung. Im weiteren Verlauf des archaischen Zeitalters rückten dann nach und nach Disziplinen wie der Doppellauf (doppelter Stadionlauf), Langlauf (dolichos), Fünfkampf (Weitsprung, Stadionlauf, Ringen, Diskus- und Speerwurf), Ringkampf, Faustkampf, Wagenrennen, Reiten, Pankration (Allkampf), Waffenlauf und verschiedene Wettkämpfe für Jugendliche in das Programm der Spiele. Das Spektrum der verschiedenen Sportarten war zu dieser Zeit also schon sehr groß. Neben den Wettkämpfen für Männer wurden in Olympia seit dem 6. Jahrhundert v. Chr. alle vier Jahre anlässlich der Heraia auch Laufwettkämpfe für Frauen ausgetragen.

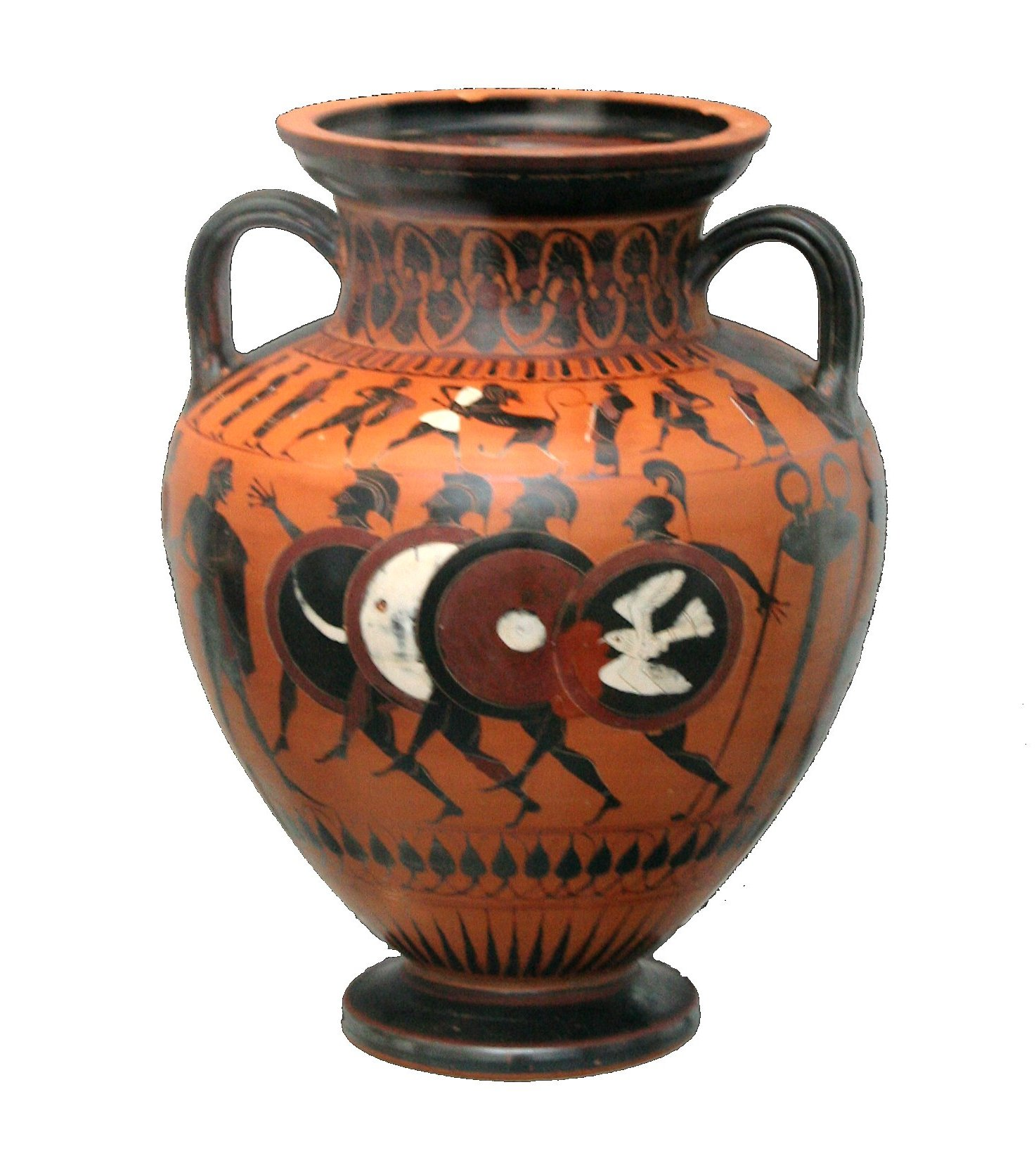
Athleten beim Waffenlauf auf einer attisch-schwarzfigurigen Amphora der Gruppe E (um 550 v. Chr.).

Bereits um 700 bis 600 v. Chr. bildeten sich aufgrund der gestiegenen Wichtigkeit der kultischen Feste Gruppen von Athleten, die ihr Leben ausschließlich den Wettkämpfen und deren Vorbereitung widmeten und nicht am Alltagsleben in ihren Heimatorten teilnahmen. Aus dieser Zeit tauchen auch erste Namen von siegreichen Athleten auf, die besondere Leistungen während der Wettkämpfe vollführt haben sollen. Einige davon sind die Läufer Chionis von Sparta und Kylon von Athen oder der Pankratiast Phrynon von Athen.
Zum Ende der archaischen Epoche begannen sich die gesellschaftlichen Verhältnisse zu verändern. Neue Wirtschaftsverhältnisse veränderten die Herrschaftsstruktur und eine finanzstarke Mittelschicht erhob Führungsansprüche. Philosophie gewann an Wichtigkeit und der Wert der körperlichen Leistung ließ nach.

## Klassisches Zeitalter (500 bis 300 v. Chr.)
Mit dem Beginn des Klassischen Zeitalters veränderte sich die Herrschaftslage im antiken Griechenland weiter. Die Demokratisierung schritt voran, die politischen und wirtschaftlichen Machtverhältnisse verschoben sich zunehmend. Mit der Einrichtung eines demokratischen Staatswesens in Athen um 507 v. Chr. konnte jeder Bürger Athens aktiv ins politische Geschehen eingreifen. Für viele andere griechische Stadtstaaten galt diese Athener Demokratie als Vorbild. Durch die abgewehrten Angriffe des persischen Reichs und die Siege gegen die Karthager zu Beginn des 5. Jahrhunderts v. Chr. gewannen die Griechen zudem zunehmend an Selbstvertrauen. Neue, imposante Bauten entstanden in vielen Städten und Disziplinen wie Dichtung, Bildende Kunst und Philosophie erfreuten sich einer noch nie gekannten Wertschätzung. Bengtson (1983) spricht vom Beginn einer Blütezeit.
Für ihre Hilfe bei den militärischen Erfolgen wurde den Göttern mit wertvollen Weihgeschenken gedankt. Die heiligen Spiele gewannen dementsprechend nochmals an Wichtigkeit und Umfang – allen voran die Spiele in Olympia, wo nun der größte Tempel auf der Peloponnes stand. Nicht mehr nur Athleten und Zuschauer strömten während der Spiele nach Olympia, sondern auch Künstler und Gelehrte, die hofften, Bekanntheit in der gesamten griechischen Welt zu erlangen. Siegreiche Athleten wiederum konnten sich des Ruhms und der Ehre im gesamten Land sicher sein. Man meint, dass die Athleten spätestens ab dem 5. Jahrhundert v. Chr. die Wettkämpfe komplett nackt absolvierten. Die Ausnahme bildeten hierbei die Wagenlenker, die einen Lendenschurz trugen. In früheren Jahrhunderten war es noch so, dass die Sportler zumindest einen Gürtel um den Schambereich trugen, um diesen zu verdecken. Die Nacktheit wurde mit der grundsätzlichen Offenheit der alten Griechen gegenüber Fragen der Körperlichkeit erklärt, es gibt aber auch Berichte über Vorteile hinsichtlich der Beweglichkeit und Schnelligkeit der Sportler, die das Nacktsein mit sich brachte. Zahlreiche Skulpturen und Bildnisse dokumentieren diese Nacktheit.

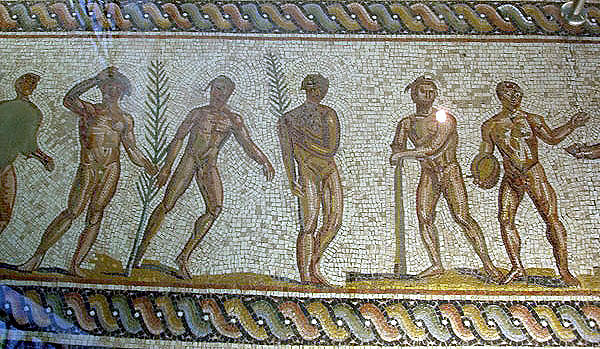
Ehrung der siegreichen Athleten

Die offiziellen Siegprämien für die Sportler bei den vier heiligen Spielen waren auf den ersten Blick eher von symbolischem Wert. Zusätzlich zu einem Kranz aus Zweigen aus den heiligen Bäumen der jeweiligen Heiligtümer durften die Sieger an einem gemeinsamen Festmahl mit den Würdenträgern des Heiligtums teilnehmen. Zurück in der Heimatstadt, brachte der Ruhm, den man mit dem Sieg bei einem solchen Wettbewerb für die Heimat erlangt hatte, dort allerdings oftmals materielle Vorteile wie Preisgelder, Steuerfreiheit oder kostenlose Verpflegung. Kam ein Athlet aus Athen siegreich von den heiligen Spielen zurück, konnte er sich gar einer Prämie von 500 Drachmen erfreuen, was damals mehr als einem Jahreslohn entsprach. Bei anderen Wettkämpfen wurden die Siegprämien direkt von den Veranstaltern gestellt, um die besten Athleten zu ihren Kultfesten zu locken. Bei den Spielen in Athen bekamen die Sieger Öl in eigens angefertigten Preisamphoren. Andere Preise waren beispielsweise Getreide (in Eleusis), bronzene Rundschilde (in Argos), Silbergeschirr (in Marathon), Metallgefäße (in Theben und bei den Spielen im arkadischen Lykaiongebirge) oder Gewänder (in Pellene). Diese wertvollen Preise und die Verehrung der Sportler führten dazu, dass die Athleten im immer gleichen Ablauf mit einem Tross von Trainern, Angehörigen und Aktivisten von einem Wettbewerb zum nächsten fuhren. Der Ablauf für die Athleten damals dürfte daher in ungefähr vergleichbar gewesen sein mit dem eines modernen Profisportlers. Erstmals durften auch bürgerliche Athleten an den verschiedenen Wettkämpfen teilnehmen.
Die Athleten und die Veranstaltung der Wettkämpfe wurden von einigen Philosophen und Gelehrten allerdings auch scharf kritisiert. Sie behaupteten, die Athleten entzögen sich der allgemeinen Bürgerpflicht zur Stützung des Gemeinwohls und vergäßen die ethischen Normen aufgrund der Verlockungen des Sieges und dessen Auswirkungen.
Das 4. Jahrhundert v. Chr. leitete den Niedergang des griechischen Stadtstaatenwesens ein. Die verschiedenen Stadtstaaten, allen voran Athen und Sparta, verstrickten sich immer mehr in verschiedene Kriege und Machtkämpfe, bis das Eingreifen der Makedonier dem 338 v. Chr. ein Ende setzte.

## Hellenistisches Zeitalter (336 bis 30 v. Chr.)
Das Hellenistische Zeitalter beginnt 336 v. Chr. mit dem Regierungsantritt Alexanders des Großen und dem Beginn des Griechisch-Makedonischen Eroberungskrieges gegen das Perserreich. Zuvor hatten die griechischen Stadtstaaten als Folge zahlreicher Konflikte ihre politische Autonomie verloren und wurden unter makedonischer Hegemonie im Korinthischen Bund vereint. Unter der Führung Alexanders des Großen gelang bis 325 v. Chr. die Eroberung des gesamten persischen Reichs, welches damals bis zum Indus reichte, einschließlich Ägyptens. Dies hatte zur Folge, dass die griechische Kultur eine noch nie gekannte Verbreitung fand.

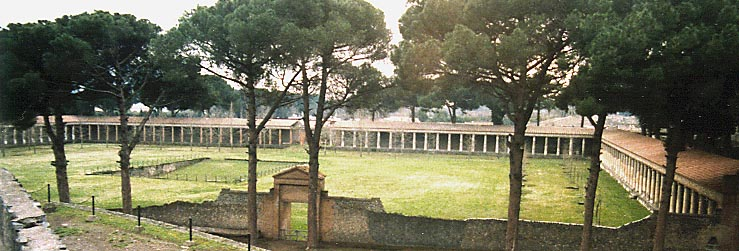
Gymnasion von Pompeji

Die Bildungsstruktur der Griechen fand dabei großen Anklang. Bereits in der Klassik wurde ein dreistufiges Schulsystem bestehend aus Elementarschule, Gymnasion und Akademie eingeführt, in dem der Sport und die Gymnastik keine unerhebliche Rolle einnahmen. Das Gymnasion, die höhere Schule, welches ursprünglich ausschließlich eine Stätte für sportliche Aktivitäten war, verwandelte sich in ein Zentrum für hellenische Kultur. Dort fand neben der geistigen Ausbildung der Jugend in führenden Fächern wie Grammatik oder Rhetorik auch deren sportliche Ausbildung statt. Gleichzeitig diente das Gelände des Gymnasions als Trainingsstätte für die Athleten, die ihr Leben komplett den sportlichen Wettkämpfen gewidmet hatten. Die Jungen, die ein besonderes Talent im Sport erkennen ließen, wurden nach Absprache mit den Eltern gezielt gefördert und in den Trainingsablauf der Athleten eingebunden, um nach und nach erst bei regionalen, dann bei überregionalen Wettkämpfen teilzunehmen. Das Training war intensiv und stellte sehr harte physische Anforderungen an die Sportler. Während das Bildungssystem in der Klassik ausschließlich den Jungen vorbehalten war, konnten im hellenistischen Zeitalter erstmals auch Mädchen die Bildungseinrichtungen besuchen und dementsprechend auch in den Genuss von gymnastischen Aktivitäten kommen. Sport wurde dabei nicht ausschließlich als Training für Wettkämpfe ausgeübt, sondern in Form von Gymnastik vor allem, um die Gesundheit und das individuelle Wohlergehen jedes Einzelnen zu verbessern. Dies ging einher mit der Diätetik, der Lehre einer gesundheitsbewussten Lebensgestaltung, die vermehrt bei den vermögenden Menschen auf Zuspruch stieß. Grundsätzlich war der Zugang zu den Bildungseinrichtungen den höheren Gesellschaftsschichten vorbehalten, da der Unterricht ausschließlich von Privatlehrern durchgeführt wurde.
Die heiligen Spiele erlebten in dieser Zeit ebenfalls einige Veränderungen. Durch die Vergrößerung des griechischen Einzugsgebiets wurden erstmals auch ausländische Athleten zu den Spielen zugelassen. Die Gruppe der Berufssportler wurde mit der steigenden Wichtigkeit der intellektuellen Disziplinen allerdings auch so scharf kritisiert wie noch nie zuvor.
Mit dem Übergriff des römischen Reiches auf den östlichen Mittelmeerraum wurden Schritt für Schritt die hellenistischen Staaten zu Provinzen der Römer. Die Einverleibung Ägyptens in das Römische Reich im Jahre 30 v. Chr. beendete diesen Eingliederungsprozess. Der gesamte Mittelmeerraum befand sich ab diesem Zeitpunkt in römischer Hand.

## Hellenistisch-römisches Zeitalter (200 v. Chr. bis 600 n. Chr.)
Mit der Eingliederung Griechenlands in das Römische Reich vermischten sich zunehmend römische und hellenistische Kultur. Allgemein dominierte die hellenistische Kultur die römische Gesellschaft, doch speziell im Sport führte diese Vermischung auch zu Konflikten. So stießen der griechische Sport sowie die Art und Weise der Organisation der sportlichen Wettbewerbe auf Ablehnung in Rom, da dort sportliche Wettbewerbe ausschließlich zu Schauzwecken veranstaltet wurden. Die meisten sportlichen Wettkämpfe, wie sie die Griechen durchführten, waren den Römern schlicht zu eintönig. Lediglich Wagen- und Pferderennen sowie ähnlich spektakuläre Veranstaltungen wie Gladiatorenkämpfe oder Tierhetzjagden fanden in Rom großen Zuspruch. Diese Veranstaltungen fanden teilweise vor hunderttausenden Zuschauern statt. Das größte Stadion war damals der Circus Maximus von Rom, der bis zu 200.000 Menschen Platz bot.

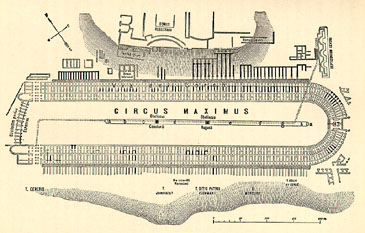
Grundriss des Circus Maximus

Die hellenistische Gymnastik hingegen fand im Gegensatz zu den sportlichen Wettbewerben im Römischen Reich große Zustimmung. So entstanden in sämtlichen größeren Orten Gymnasien zur Durchführung von Leibesübungen. Auch weitere Einflüsse der Diätetik waren spürbar. So wurden im letzten Jahrhundert v. Chr. unter anderem erste Großbadeanlagen (Thermen) errichtet und die Anzahl von öffentlichen Bädern wuchs stetig. Allein im römischen Schulwesen fand die Gymnastik keinen Platz. Da die sportliche Leistung der Athleten in Rom nicht im Mittelpunkt stand, sondern die Unterhaltung des Publikums, fanden die griechischen Berufsathleten wenig Zuspruch, zudem sie ja bereits seit einiger Zeit in Griechenland heftigst kritisiert wurden. Mit zunehmender Wichtigkeit der öffentlichen Spiele verlor auch die im frühen Römertum noch so essenzielle militärische Leibeserziehung immer mehr an Bedeutung.
Ab dem 3. Jahrhundert n. Chr. bestimmte zunehmend das Christentum die hellenisch-römische Welt. Im Prinzip hatte das Christentum nichts gegen Sport oder die Ausübung von Leibesübungen, und doch entwickelte sich nach und nach eine leibfeindliche Einstellung. Die heiligen Spiele der Griechen, die der Götzenanbetung gleichkamen, wurden genauso abgelehnt, wie die öffentlichen Spiele der Römer, die Tierquälerei und Mord an Menschen beinhalteten. Kaiser Theodosius I. setzte daher im Jahre 394 das Verbot der Olympischen Spiele durch. Das Athletentum und sämtliche öffentlichen Spiele wurden fortan verboten. Die ehemaligen Sportler mussten lange Jahre warten, bis sie beispielsweise zur Taufe zugelassen wurden. Auch die hellenistische Gymnastik und der gesundheitsorientierte Sport wurden von Kirchenlehrern, die eine allgemeine Veränderung des Leibverständnisses forderten, scharf kritisiert.